# (344000) Astropolis
(344000) Astropolis est un astéroïde de la ceinture principale.

## Description
(344000) Astropolis est un astéroïde de la ceinture principale. Il fut découvert le 7 octobre 2004 à Kitt Peak par le projet Spacewatch. Il présente une orbite caractérisée par un demi-grand axe de 2,38 UA, une excentricité de 0,09 et une inclinaison de 6,4° par rapport à l'écliptique.

## Compléments